# Nicolas Girard
Nicolas Girard (22 de mayo de 2000) es un deportista francés que compite en tiro con arco, en la modalidad de arco compuesto.
Ganó una medalla en el Campeonato Europeo de Tiro con Arco al Aire Libre de 2021 y tres medallas en el Campeonato Europeo de Tiro con Arco en Sala entre los años 2022 y 2025.

## Palmarés internacional
| Campeonato Europeo al Aire Libre | Campeonato Europeo al Aire Libre | Campeonato Europeo al Aire Libre | Campeonato Europeo al Aire Libre |
| Año                              | Lugar                            | Medalla                          | Prueba                           |
| -------------------------------- | -------------------------------- | -------------------------------- | -------------------------------- |
| 2021                             | Antalya (Turquía)                | Medalla de plata                 | Equipo                           |
| Campeonato Europeo en Sala       |                                  |                                  |                                  |
| Año                              | Lugar                            | Medalla                          | Prueba                           |
| 2022                             | Laško (Eslovenia)                | Medalla de bronce                | Individual                       |
| 2024                             | Varaždin (Croacia)               | Medalla de bronce                | Individual                       |
| 2025                             | Samsun (Turquía)                 | Medalla de oro                   | Individual                       |